# Auf Kiel
Auf Kiel ist ein Lied der deutschen Folk-Metal- und Mittelalter-Rock-Band Subway to Sally. Das Stück ist die zweite Singleauskopplung aus ihrem neunten Studioalbum Bastard und Siegertitel des Bundesvision Song Contest 2008.

## Entstehung und Artwork
Die Single wurde von Georg Kaleve produziert, dass Mastering erfolgte durch UE Nastasi. Die Single wurde unter dem Musiklabel Nuclear Blast veröffentlicht. Auf dem Cover der Maxi-Single ist – neben Künstlernamen und Liedtitel – ein auf dem Kopf stehendes Schiffswrack zu sehen. Die Artworkarbeiten und Fotografie des Coverbildes entstammen von Tinka und Ronald Reinsberg.

## Veröffentlichung und Promotion
Die Erstveröffentlichung von Auf Kiel erfolgte 2007 als Promo-Single in Deutschland. Die Veröffentlichung der regulären Maxi-Single folgte am 1. Februar 2008 in Deutschland, Österreich und der Schweiz. Neben Auf Kiel enthält die Maxi-Single auch die Lieder Stimmen und Umbra als B-Seite. Parallel mit der Veröffentlichung der regulären Maxi-Single wurde auch eine weitere Promo-Single mit einer Liveversionen des Liedes veröffentlicht. Die Liveaufnahmen stammen von einem Konzert im alten Schlachthof von Dresden, während der Bastard Tournee am 28. Dezember 2007. Des Weiteren war die Maxi-Single als Beilage zur „Auf Kiel Edition“ von Subway to Sallys Studioalbum Bastard erhältlich. Ein offizielles Musikvideo wurde nicht gedreht.

## Inhalt
Die Musik zu Auf Kiel wurde von Eric Fish, Gerit Hecht, Milan Polak, Simon Michael Schmitt und Fabio Trentini, der Text von Bodenski verfasst. Musikalisch bewegt sich das Lied im Bereich des Folk Metal und des Mittelalter-Rocks. Das Lied handelt von einem Seemann, der sein Schiff „auf Kiel gelegt“, also außer Dienst gestellt hat, aber gelegentlich mit dieser Entscheidung hadert.

„Nur manchmal wenn der Südwind weht;

und wildes Fernweh durch mich geht,

wie schauerliche Stürme,

dann sehn ich mich wieder nach der See.“

## Bundesvision Song Contest 2008
Subway to Sally gewannen den Bundesvision Song Contest 2008 für ihr Heimatbundesland Brandenburg mit einem Punkt Vorsprung vor dem für Thüringen antretenden Musiker Clueso mit dem Lied Keinen Zentimeter (146 Punkte). Während der Punktevergabe aller 16 Bundesländer setzten sich die beiden Kontrahenten schon relativ früh mit einem kleinen Abstand vor ihren Mitkonkurrenten ab, sie wechselten sich ständig an der Spitze ab, letztendlich konnten aber Subway to Sally, durch zwei Punkte mehr bei der letzten Punktevergabe, den Endspurt für sich behaupten. Neben ihrer Heimat Brandenburg bekamen sie ebenfalls aus Nordrhein-Westfalen die volle Punktzahl. Dies war die vierte Austragung des Bundesvision Song Contests.
Jeder Künstler dreht zu Promotionzwecken einen Wahlwerbespot für die Teilnahme am BuViSoCo. In diesem sind Liveausschitte von Subway to Sally während ihrer Bastard Tournee zu sehen und Fans die für den Sieg von Subway to Sally aufrufen.
Bis heute halten Subway to Sally den Rekord mit dem niedrigster Abstand zwischen dem Erst- und Zweitplatzierten in der Geschichte des Contests. Gleichzeitig ist Auf Kiel derjenige BSC-Siegertitel mit der schlechtesten Chartplatzierung in den deutschen Singlecharts.
Punktevergabe
|   |   |    |   |    |   |    |    |   |    |    |    |    |    |   |    | Gesamt |
| - | - | -- | - | -- | - | -- | -- | - | -- | -- | -- | -- | -- | - | -- | ------ |
| 6 | 8 | 10 | 8 | 10 | 5 | 10 | 12 | 8 | 12 | 10 | 10 | 10 | 10 | 8 | 10 | 147    |

## Mitwirkende
- Bodenski: Gitarre, Hintergrundgesang, Liedtexter
- Eric Fish: Gesang, Komponist
- Ingo Hampf: Gitarre
- Gerit Hecht: Komponist
- Georg Kaleve: Musikproduzent
- Simon Levko: Gitarre, Hintergrundgesang
- UE Nastasi: Mastering
- Milan Polak: Komponist
- Ronald Reinsberg: Artwork (Cover)
- Silvio Runge: Bass
- Simon Michael Schmitt: Komponist, Schlagzeug
- Tinka: Artwork (Cover)
- Fabio Trentini: Komponist
- Silke Volland: Violine

- Nuclear Blast: Musiklabel

## Charts und Chartplatzierungen
Auf Kiel erreichte in Deutschland Position 44 der Singlecharts und konnte sich insgesamt fünf Wochen in den Charts halten. Für Subway to Sally ist dies bereits nach Falscher Heiland und Sieben der dritte Charterfolg in den deutschen Singlecharts. Bis heute konnte sich keine Single der Band höher in Deutschland platzieren.